# Комсомольский пруд (Белебеевский район)
Комсомольский пруд (Усень) — пруд на реке Усень восточнее города Белебей (Башкортостан, Россия). Образован в 1965 году. Используется для водоснабжения города Белебея.
Площадь водного зеркала — 0,75 км², объём — 1,8 млн м³. В пруд впадает река Сиушка. На пруду обитают белые лебеди.